# 真鍋紗愛
真鍋 紗愛（まなべ　さちか、1990年 - ）は、日本のAV女優。

## 出演作品
2009年
- 超性感帯 腋アクメ FILE.03 覚醒編（8月22日、プールクラブ・エンタテインメント）
- 女体の雫 濡れアクメ（8月22日、レイディックス）
- 上京物語 山形から来たHカップ純情娘（9月3日、グローリークエスト）
- 異常発育した小○生と担任教師のワイセツ日誌（10月1日、グローリークエスト）
- Hカップボイン素人ナマ中出し あいみ（11月19日、胸キュン喫茶）

2010年
- Boin「真鍋紗愛」Box（1月1日、ABC/妄想族）
- Boin「真鍋紗愛」Box2（2月19日、ABC/妄想族）
- 家出ロリ巨乳娘 紗愛 （2月25日、ハヤブサ）
- 幼い爆乳娘達のセックス（5月1日、映天）他出演:吉川桃、七海あい、松金めぐみ、上原海里、森永ひよこ、福山優、朋香めい、北見ゆみ、徠夢
- 巨乳狩りセックス 計画的レイプ 2（6月4日、映天）他出演:波風きら、門倉真紀、本原純、高島恭子
- 巨乳・爆乳 Jカップ以上!限定 超乳だらけの揉みしだき（6月18日、映天）他出演:吉沢千里、小林芽衣、青木りん、漣ゆめ
- 姪っ子裸体観察入浴（6月25日、アルファーインターナショナル）他出演:久保あさみ、瀬戸まひる、深海沙織
- 巨乳・爆乳 巨乳悪戯面接（8月20日、映天）他出演:倖田みらい、鮎川みさと、森永ひよこ、水城奈緒、長谷川杏実、橘なお、伊沢美春、中野愛里、かえでみく
- 発育の早過ぎる中○生 真鍋紗愛 96cm Hcup（9月10日、I.B.WORKS）
- ザ・カメラテスト こんなにパンツ濡れたら、お家に帰れない（9月11日、アテナ映像）他出演:小滝紗由美、桜井美希

2011年
- RADIX48 おしっこ祭り（1月20日、レイデックス）他出演：青木りん、南つかさ、姫乃未来、星崎アンリ、松すみれ、黒田麻世、直嶋あい、瀬奈ジュン、若葉くるみ、月島うさぎ、楓乃々花、北川瞳　他
- 巨乳・爆乳 爆乳専門ドクターのおっぱい乳首感度診察（2月11日、eX）他6名出演
- いいなりな素人巨乳ギャルたち（3月25日、ハヤブサ）他4名出演
- 街で女子校生を見かけては、あんな子とイヤらしいことできたらなぁ…と想像ばかりしているが、そんな機会などあるはずもないおじさんの僕。（4月16日、エッジ）他出演:野中あんり、高沢沙耶
- 巨乳JK教室悪戯ワイセツ（5月2日、映天）共演:西井優香、中野愛里、優花めぐみ、橘なお、森永ひよこ
- 女子校生体液倶楽部（5月2日、OFFICE K'S）他出演:野中あんり、上戸みなみ、高沢沙耶、くるみ
- 切裂（5月2日、映天）他出演:くるみ、斉藤らむ、直嶋あい、野中あんり
- デカチンで激ピストン（7月8日、KUKI）
- 服従する女子校生 紗愛（8月7日、GLAY'z）
- 援交女子校生にお仕置き中出し（8月7日、GLAY'z）他5名出演
- 巨乳・爆乳 撮影後のひと時 あなたの大きなおっぱい洗わせてください（8月5日、映天）他多数出演
- 父娘 近親相姦 ～女になった娘に欲情して…～（8月5日、スティルワークス）他出演:高沢沙耶、仲本紗代
- 略奪愛レズビアン 娘の彼女を寝取る母親（9月1日、U&K）共演:野中あんり、永井智美
- いやらしぃロリ巨乳っ娘 紗愛（9月7日、デジタルアーク）
- 美少女排泄3姉妹（9月8日、SODクリエイト）共演:平子和歌、前田彩七
- 噂のビアン専用 巨乳レズエステ（10月13日、U&K）他出演:中森玲子、葉月奈穂、ERIKA、永井智美、横山みれい
- 爆乳さちかちゃん（10月15日、ケー・トライブ）
- 地味子は隠れ巨乳 4 さちか（12月15日、ケー・トライブ）
- 友達の母にレズられて（12月19日、アンナと花子）共演:松本まりな、前田彩七

2012年
- パートで働く訳あり若妻は無理矢理チ○ポを押しつけられても断りきれない（1月7日、SWITCH）他4名出演
- 10人のロリ妹の手コキ4時間 Vol.2（1月15日、ケー・トライブ）他9名出演
- ロリロリブルマっ娘 12人4時間 2（1月15日、ケー・トライブ）他11名出演
- 女子●生に手コキで2回連続発射させられる快感（1月20日、ジャネス）他4名出演
- 女子校生にぶっかけセンズリ鑑賞（2月15日、ジャネス）他4名出演
- 四つん這いの乳をとことんむしゃぶり発射（5月18日、映天）他11名出演
- 爆乳のほろ酔い三姉妹に犯されたい（7月1日、Fitch）共演:前田優希、結野しほり
- JKギャルズ ダンス Over 2（8月15日、未来・フューチャー）他出演:小宮山せりな、前田彩七、石川流花
- BEST of ザ・カメラテスト 誰にも言えない秘密の体験 極上エロ娘10人 4時間SPECIAL（8月24日、アテナ映像）他9名出演